# Pensat i Fet

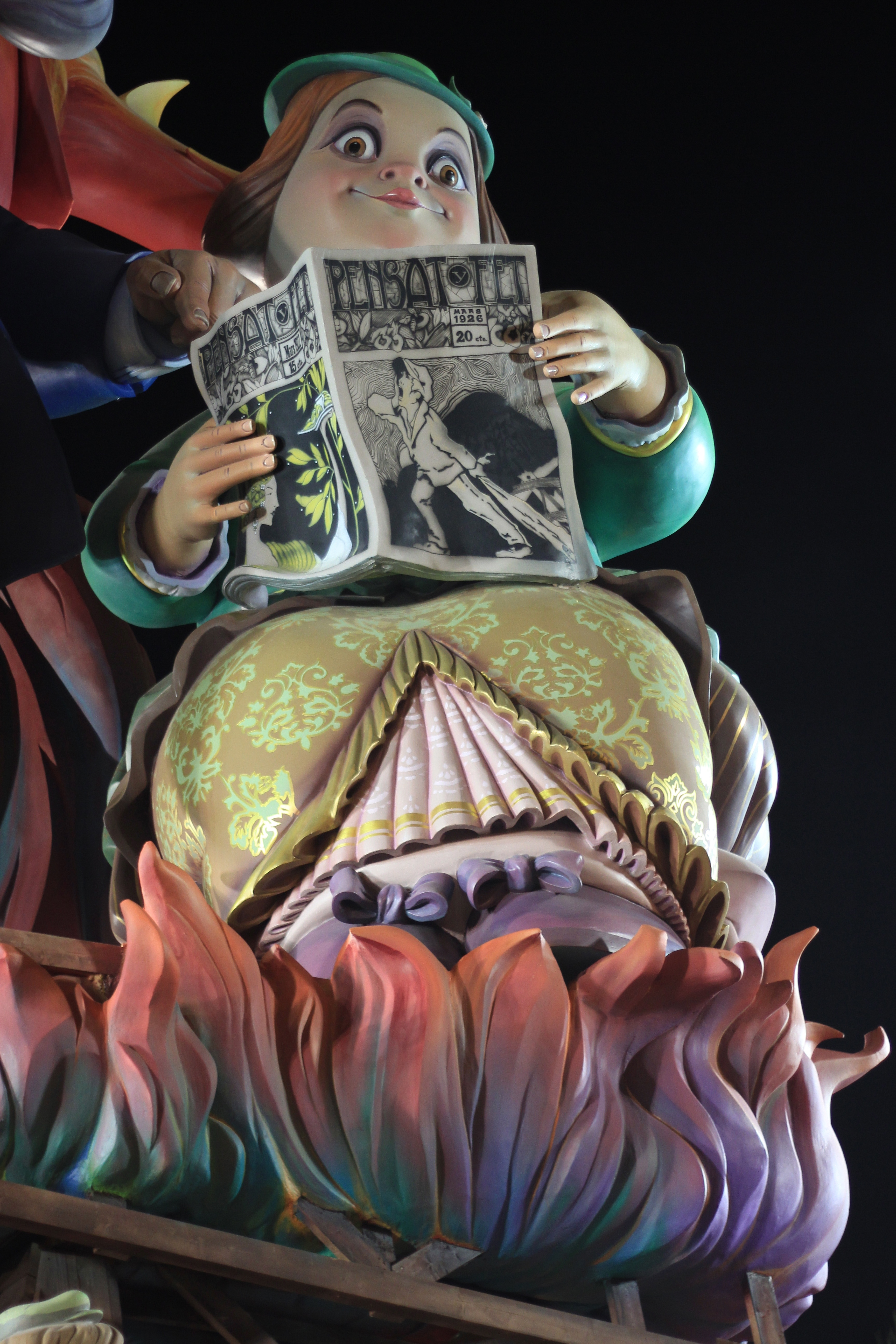
La Falla de l'Ajuntament de 2012 estava dedicada a la revista.

Pensat i Fet fou una revista fallera editada a València entre els anys 1912 i 1972. Va estar creada originàriament pel Grup 'Pensat i Fet', format per Francesc Ramil, Ricard Sanmartín Bargues i Josep Maria Esteve.
El primer número és del 1912 (19 de març) i es publicà fins al 1972, interrompuda durant els anys de guerra, doncs entre 1937 i 1939 molt poques falles foren plantades. El 1923 tenia una tirada de 20.000 exemplars. La seua fidelitat a la llengua dels valencians es concretava en el conreu de l'idioma seguint criteris de depuració ortogràfica i superació literària. No caigué mai en el bilingüisme, de fet el 1945 va optar per publicar en vers tota ella per desafiar la prohibició franquista d'incloure prosa en valencià; el 1946 va preferir no sortir als quioscos abans que aparèixer amb alguns textos en castellà;i a les seues pàgines va saber aglutinar des de Joan Fuster i Carles Salvador fins a Xavier Casp i Miquel Adlert.
L'any 1940 hi col·laboraren entre altres: Xavier Casp, Josep Monmeneu (president de Lo Rat Penat), Vicent Casp i Verger, Miquel Adlert Noguerol i Eduard L. Chavarri.
El valor cultural de la revista Pensat i Fet es deu al bon fer de combinar la cultura, l'humor, la sàtira i les falles donant lloc a un producte de qualitat que connectà amb un públic que gaudia amb els continguts de les Falles, que es convertiran en la festa més representativa de la ciutat de València.
Fou recuperada l'any 1995 per l'editor Eliseu Climent.
Des de 1995 Edicions del País Valencià edita cada any un número del Pensat i Fet i de la Traca, el suplement satíric que sempre acompanya la revista.
L'any 2006, de la mà del nou coordinador Jaume Monzó, Pensat i Fet emprengué un nou rumb, esdevenint una revista d'actualitat fallera.
En 2009 però, es va deixar d'editar a causa de la crisi econòmica.
El 2012, es complí el centenari de la publicació el 1912 del primer número de la revista Pensat i Fet, considerada un referent cultural en la història de les falles de València, açò dugué l'Associació d'Estudis Fallers i Faximil Edicions Digitals ha procedit a la digitalització completa de larevista en la seva primera època, és a dir, fins a l'any 1972, i el treball durà també un estudi introductori.
L'Ajuntament de València, en les falles de 2012 feu homenatge al centenari de la revista que ha passat a la història per la seua defensa del valencià en el franquisme, per unes Falles més crítiques que estètiques i per apropar la cultura a la festa.